# المتحف المفتوح (ميت رهينة)
المتحف المفتوح بميت رهينة، هو أحد المتاحف المصرية التي تضم عدة آثار مصرية قديمة المكتشفة بالموقع، ويعود تاريخ أغلب القطع المعروضة إلى عصر الدولة الحديثة.

## معرض صور

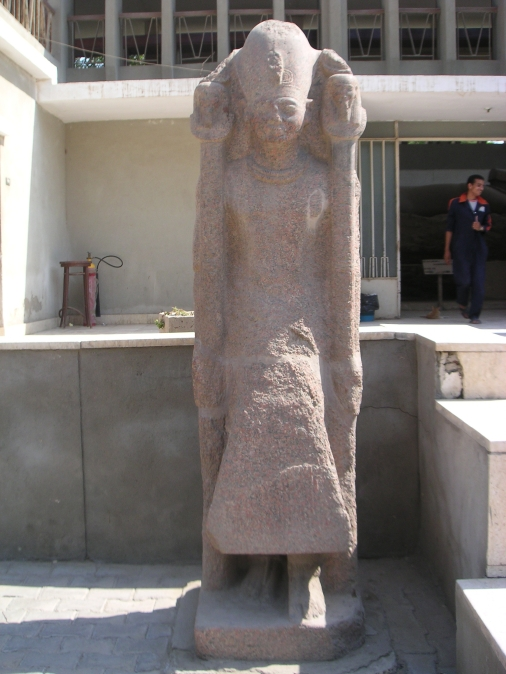
تمثال رمسيس الثاني عند مدخل المتحف.
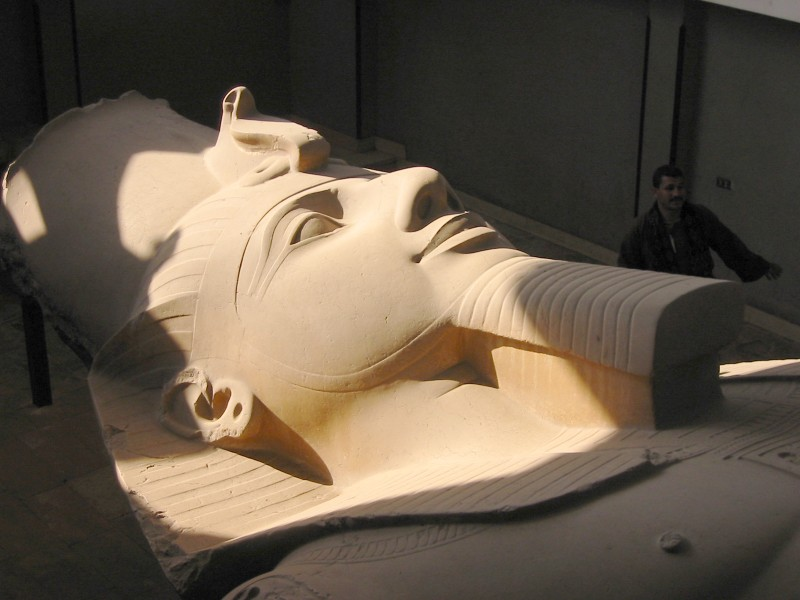
تمثال رمسيس الثاني المنبطح على الأرض
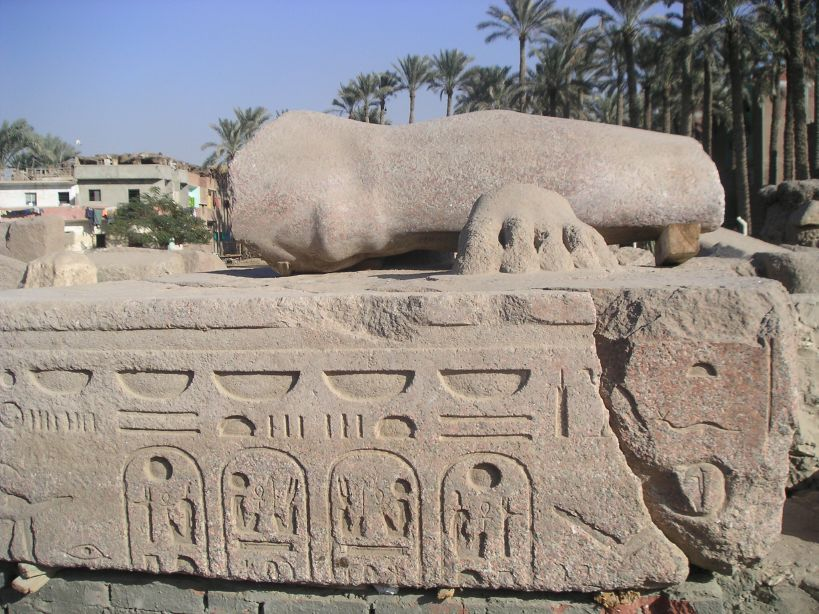
أجزاء من تمثال رمسيس الثاني المنبطح، في معبد بتاح بمنف
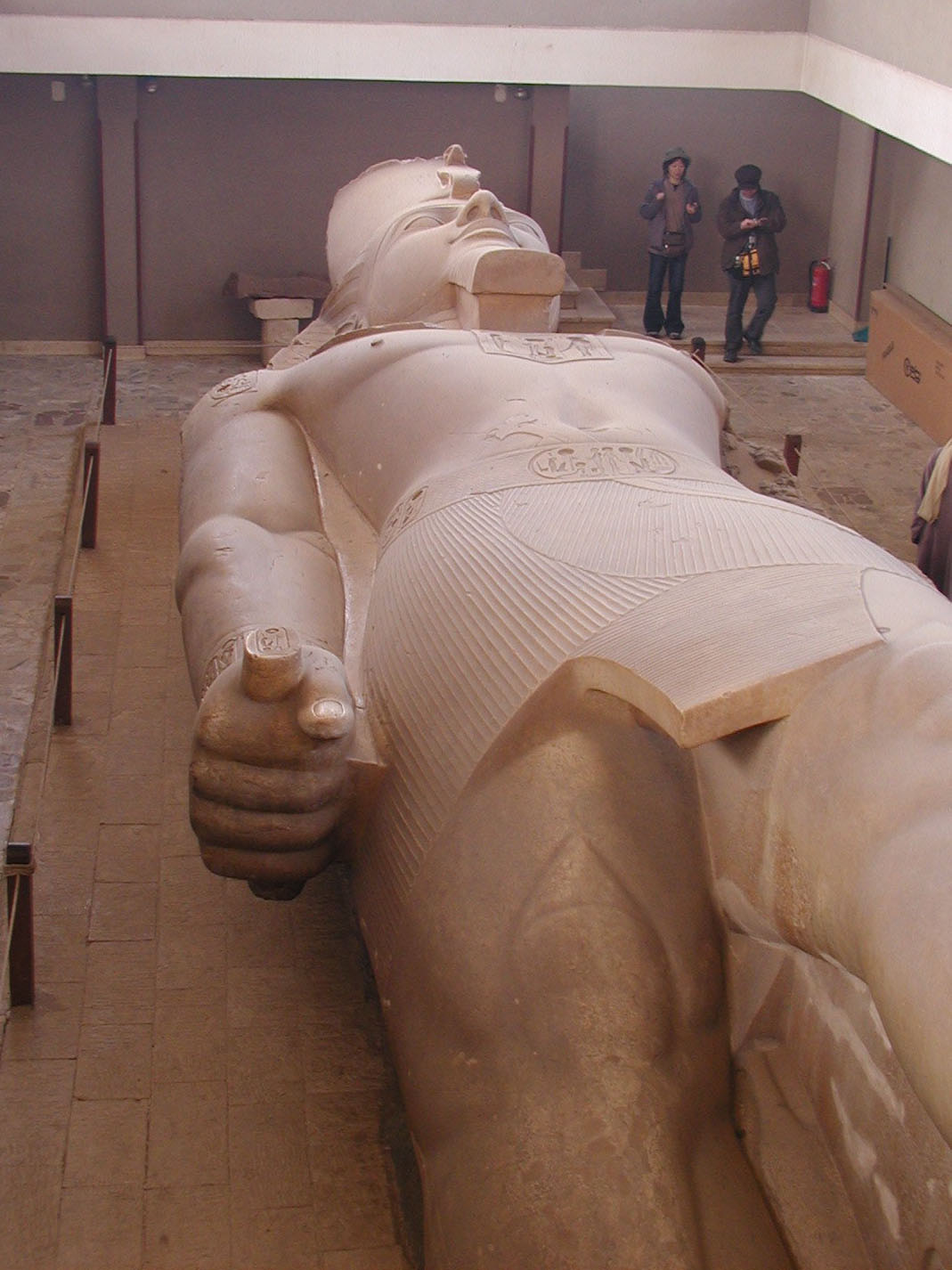
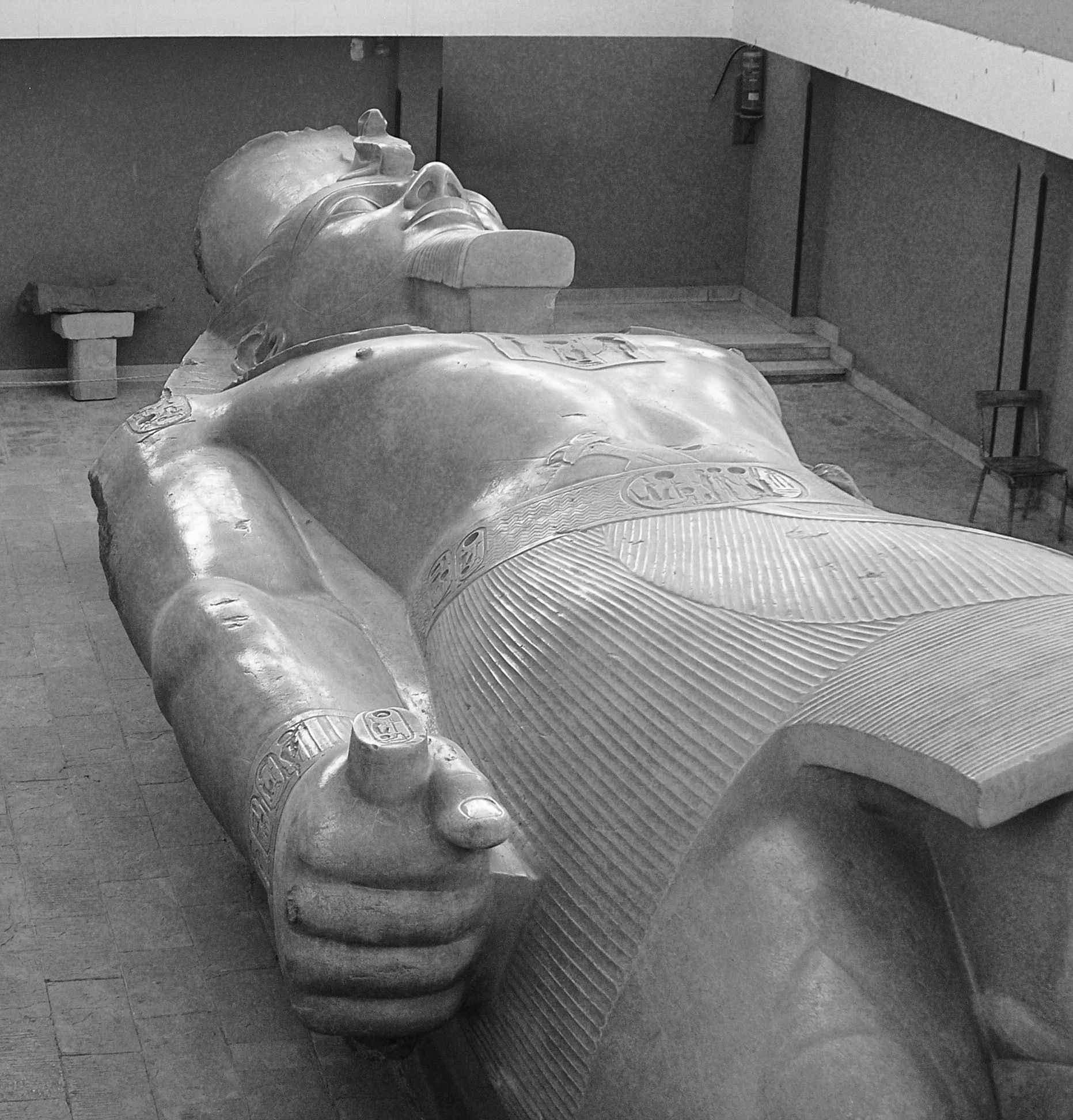
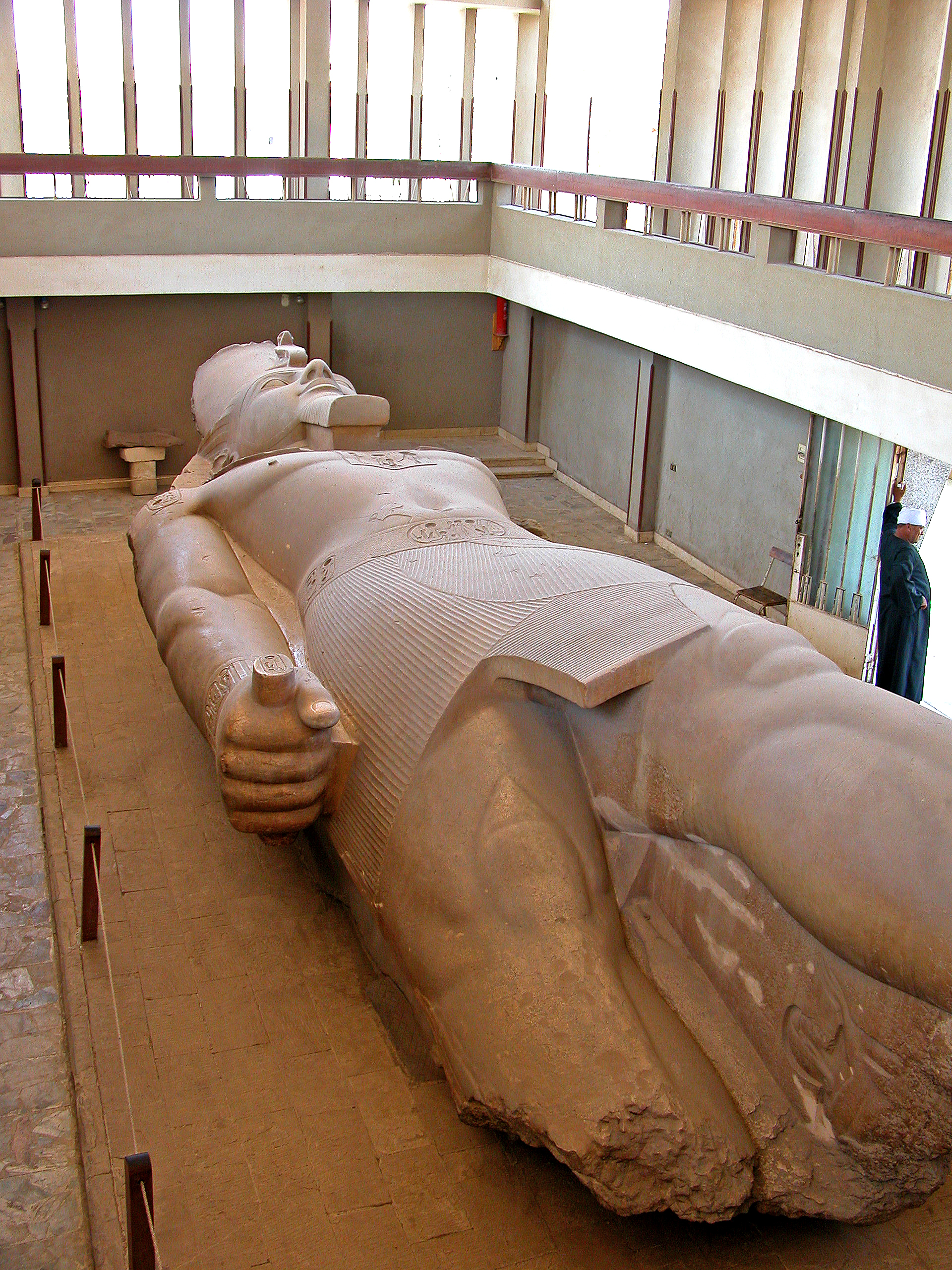
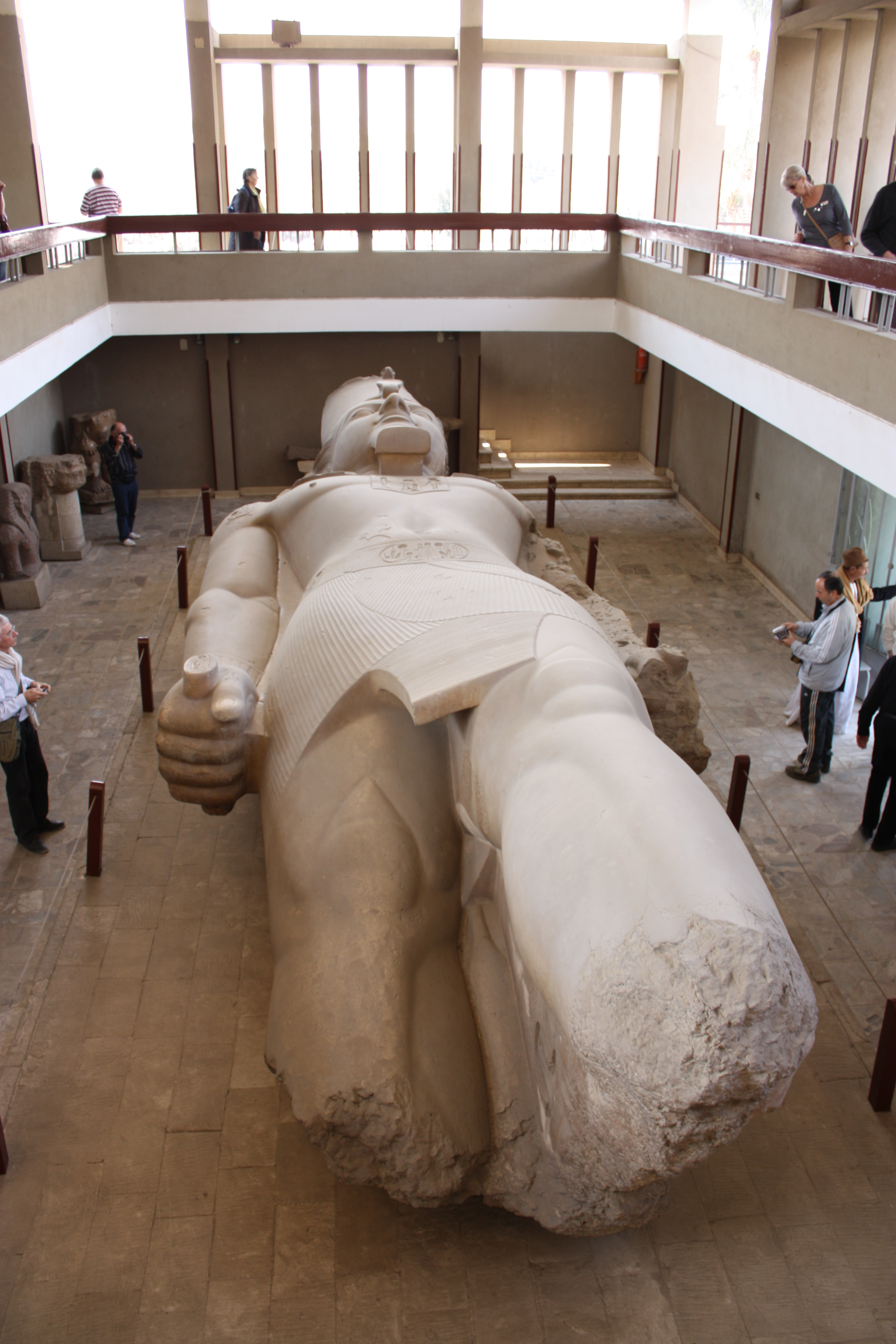
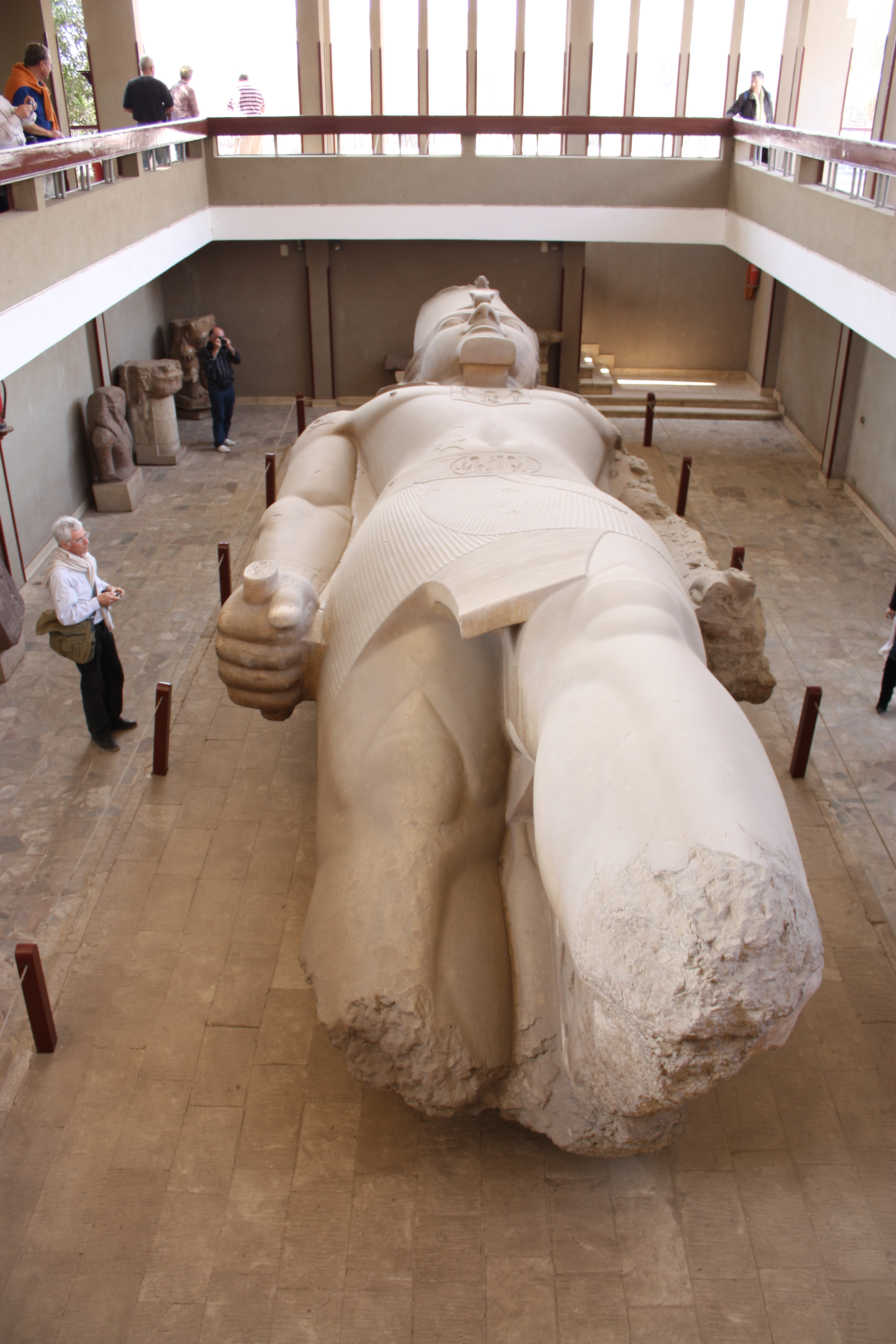
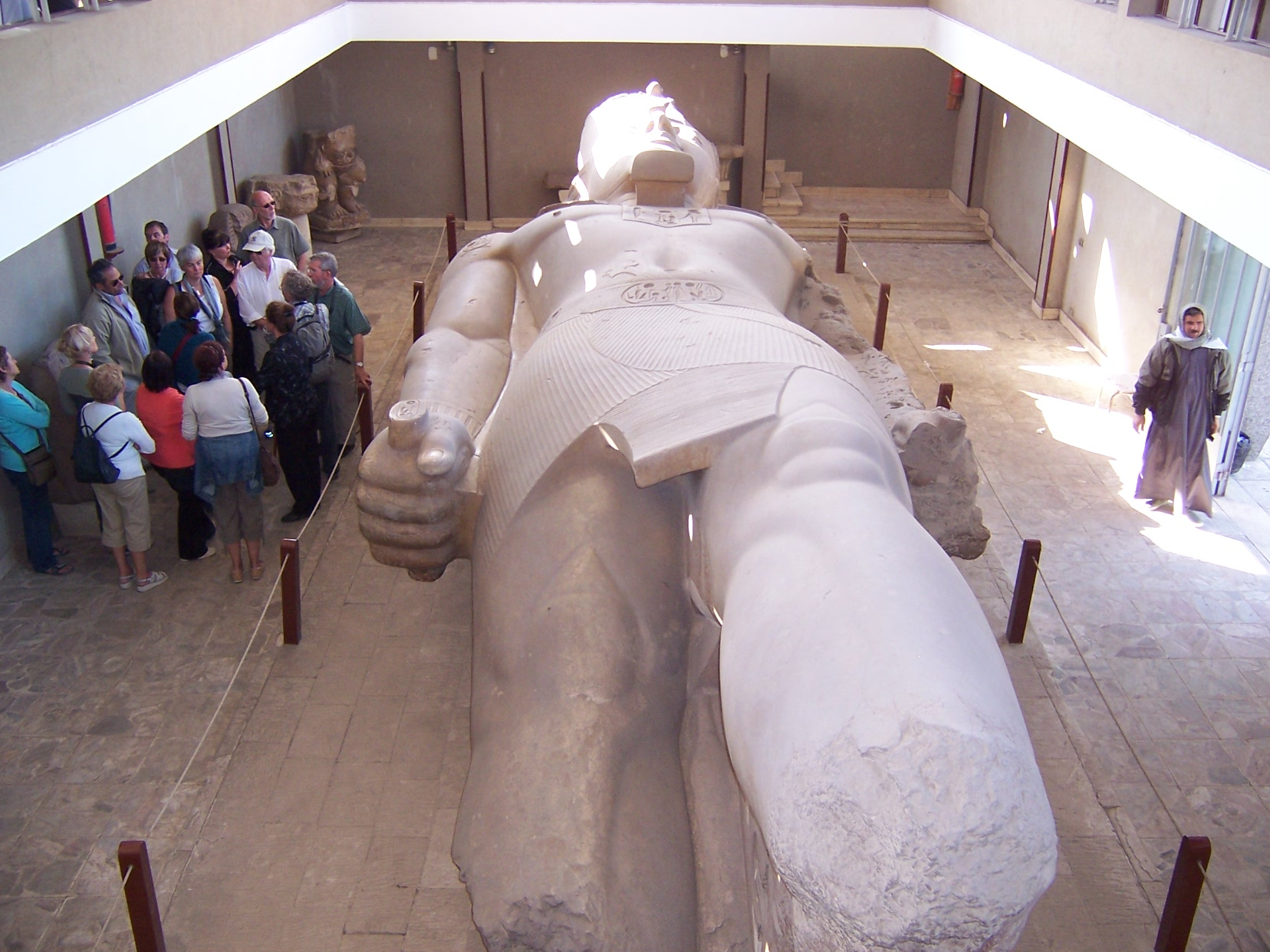
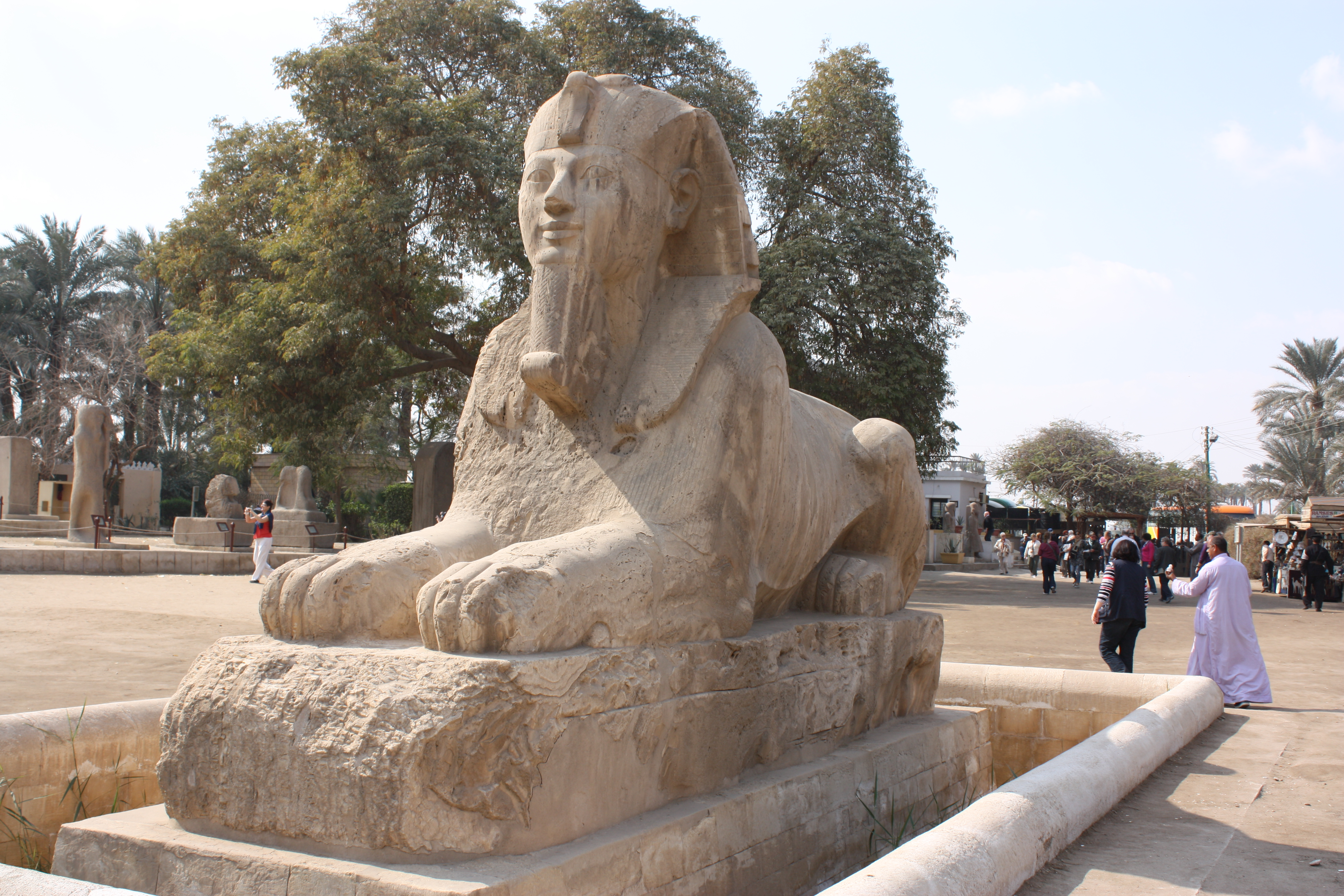
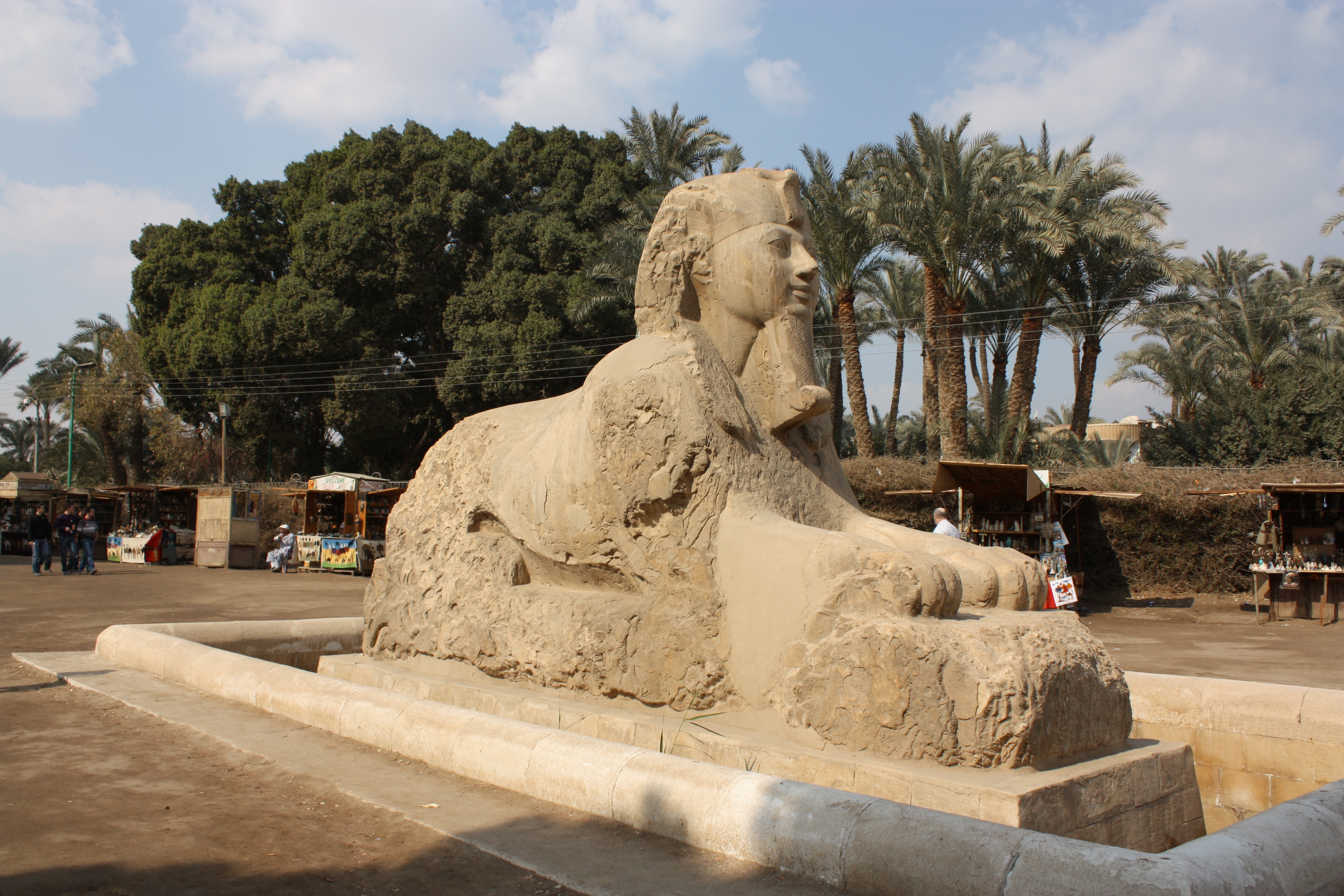
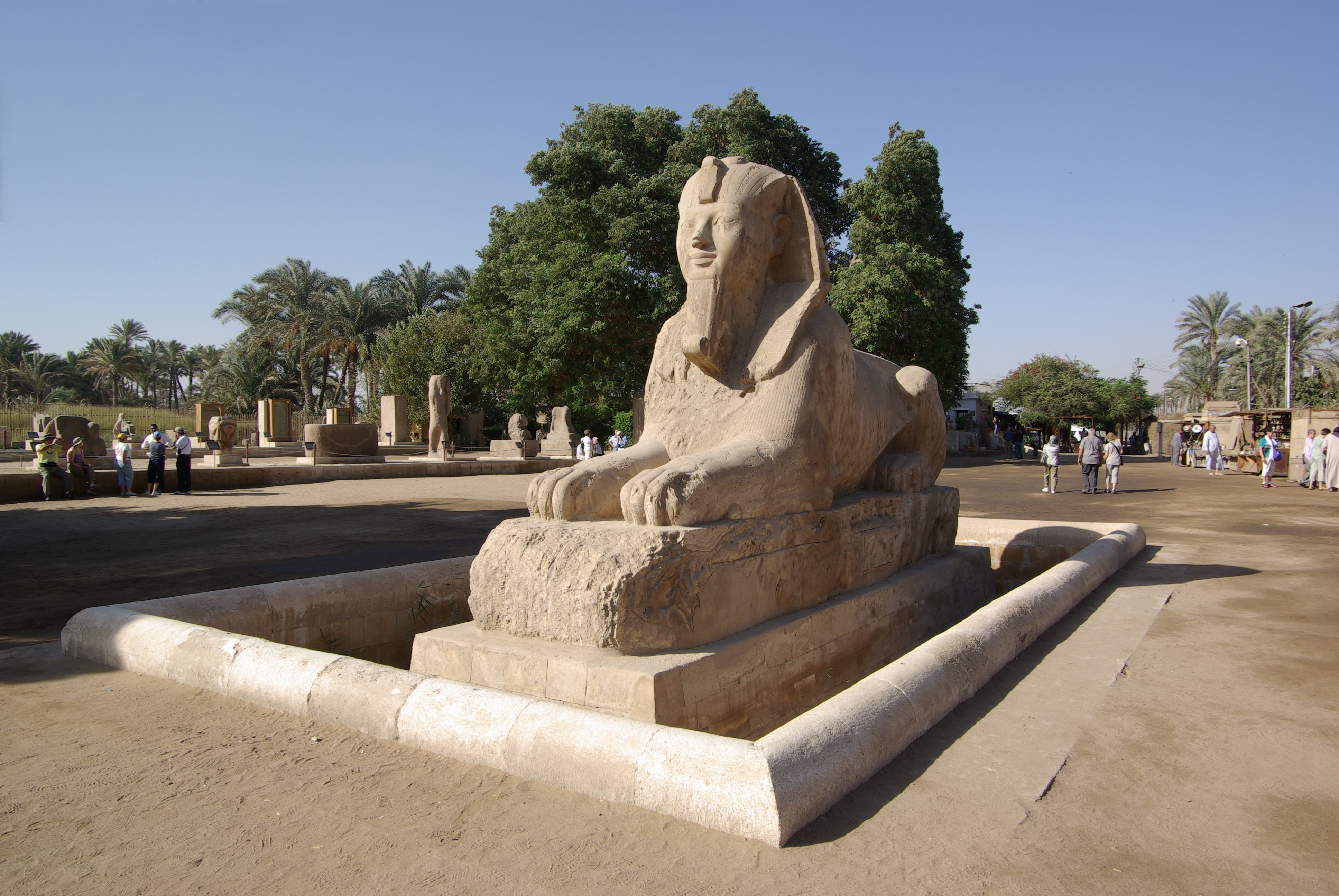
أبو الهول الصغير في ممفيس
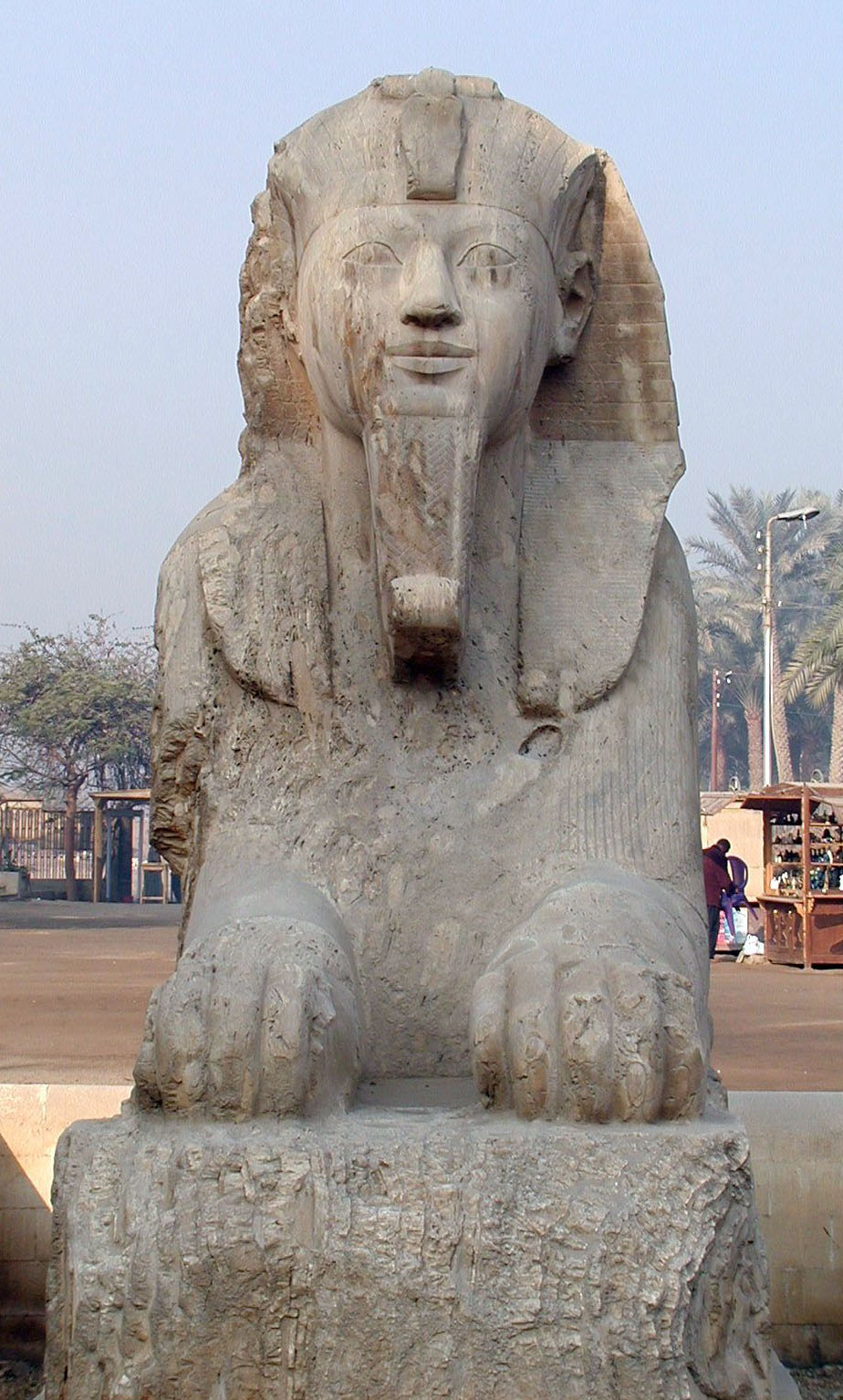
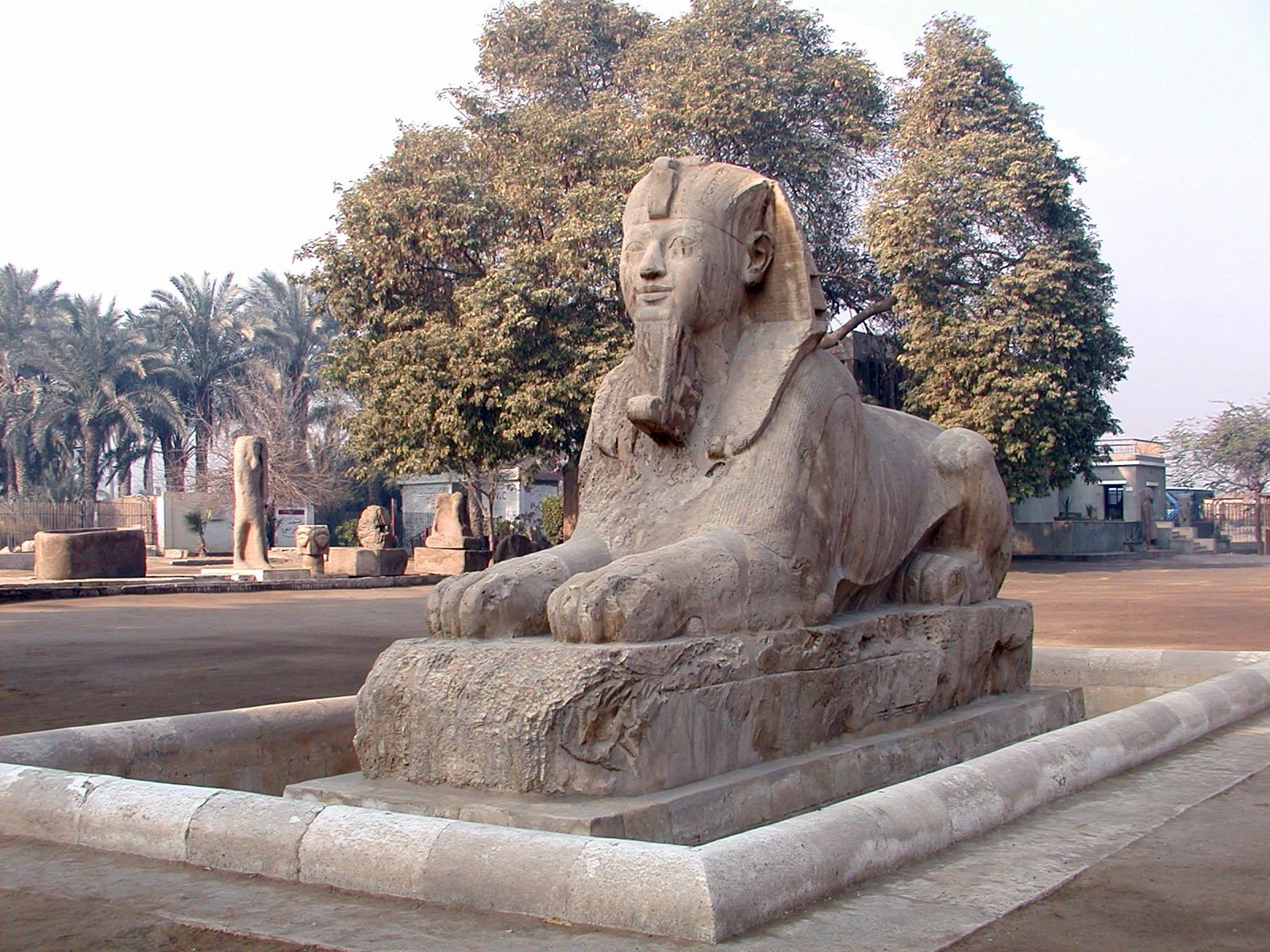
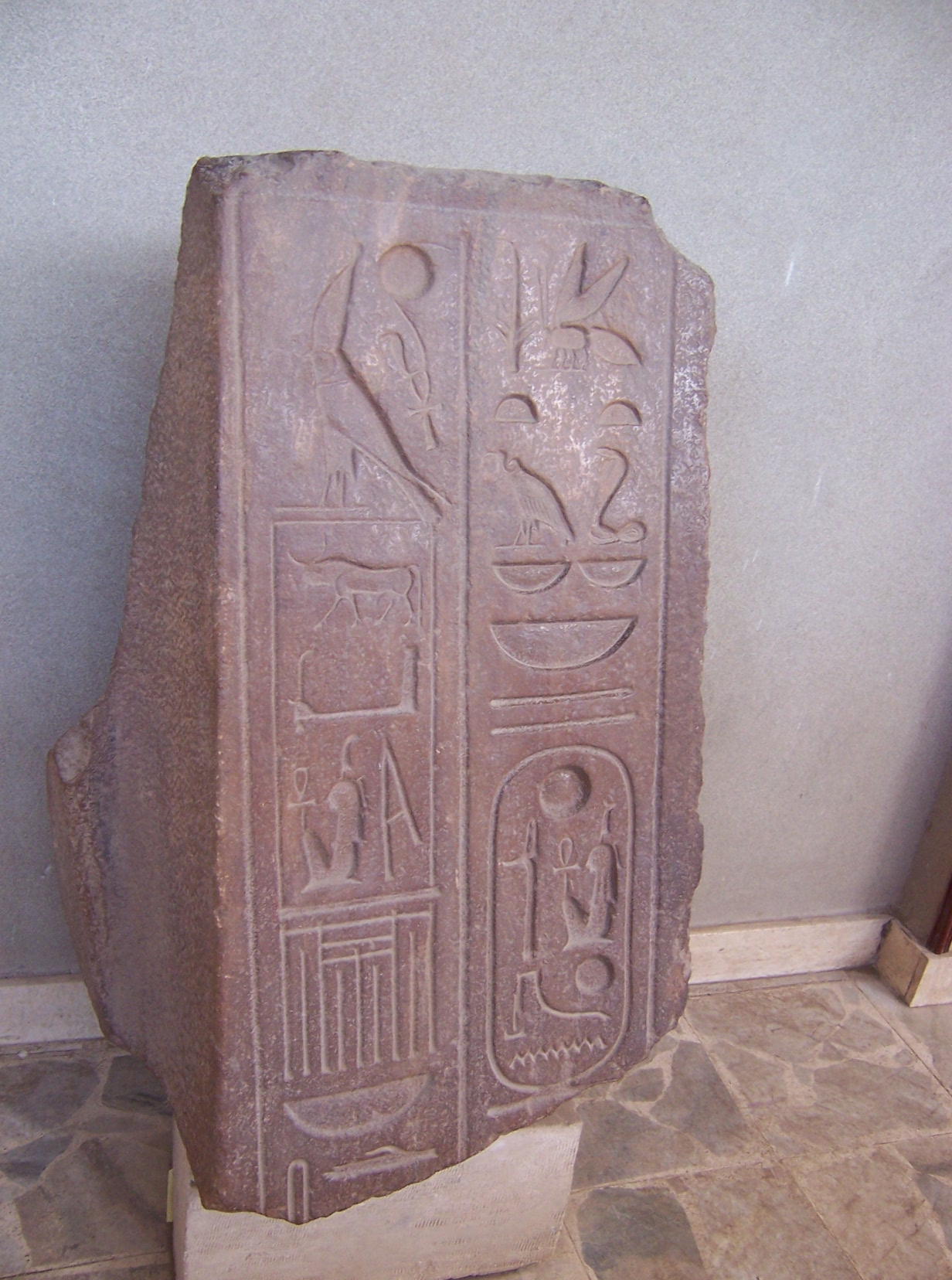
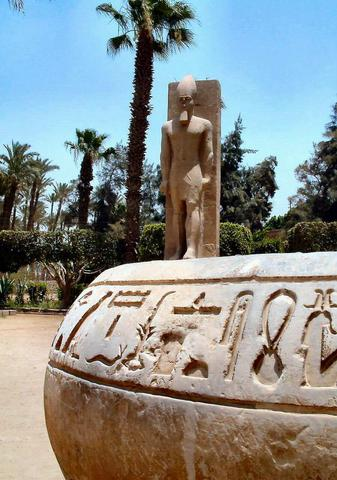
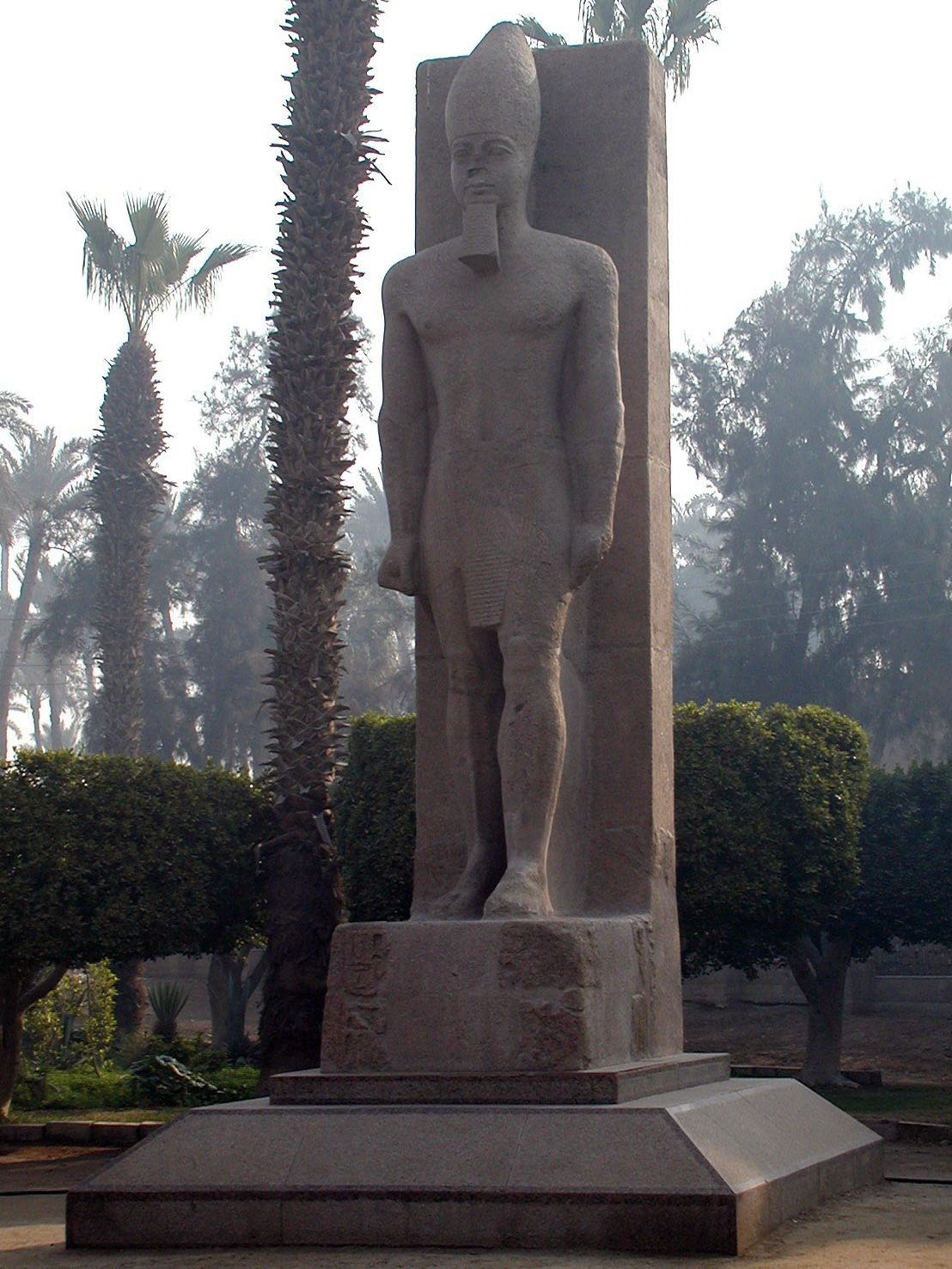
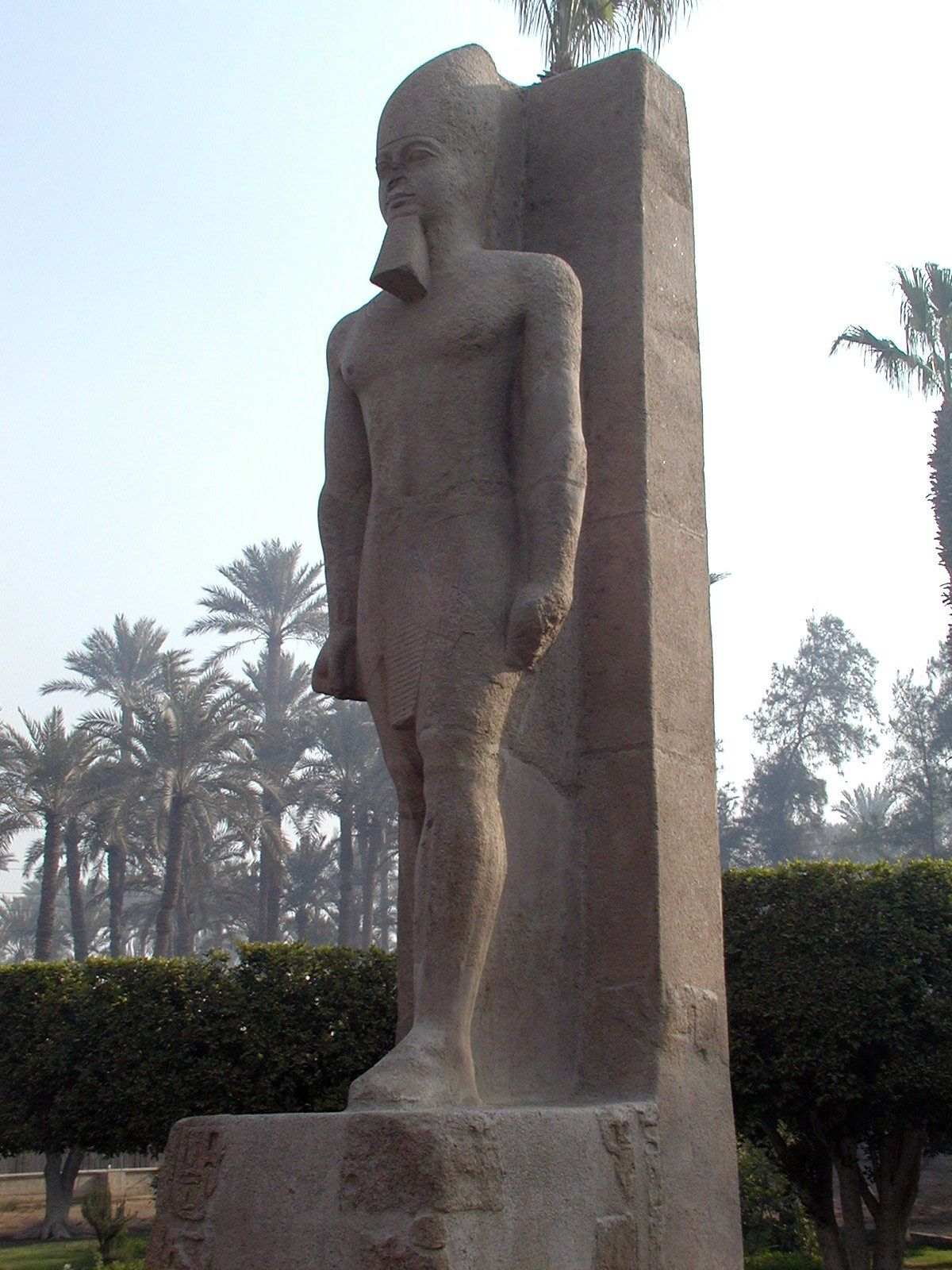
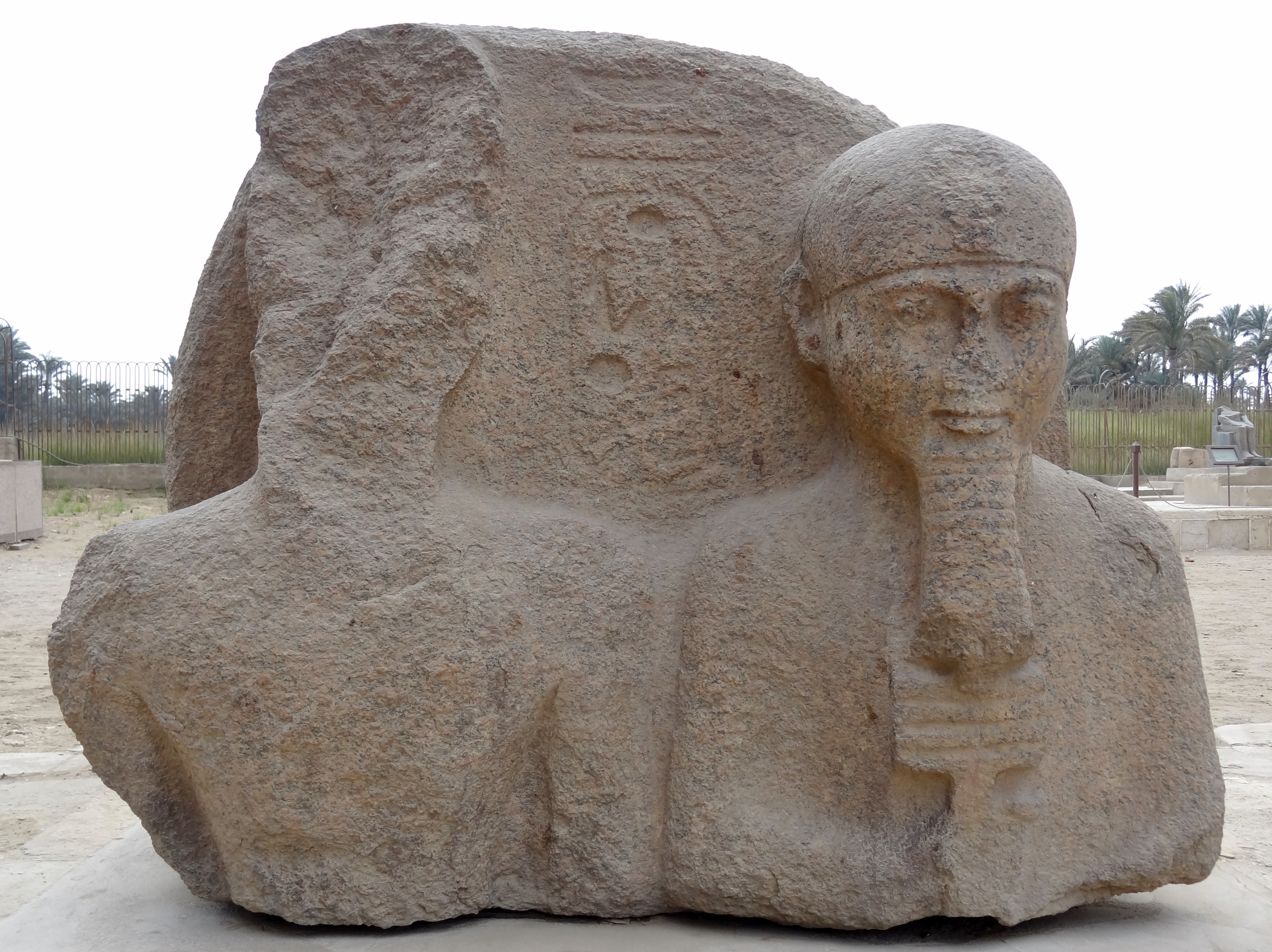
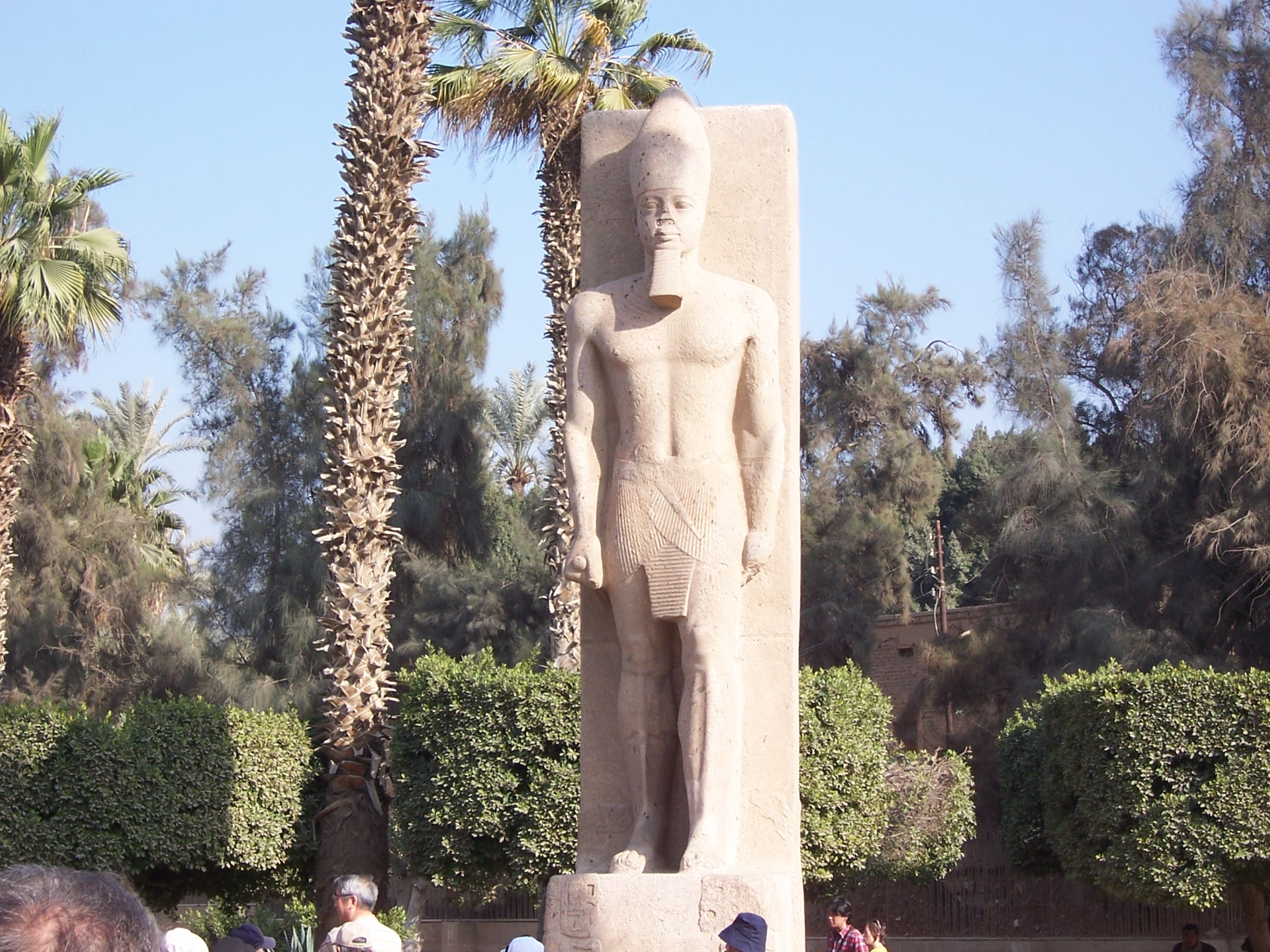
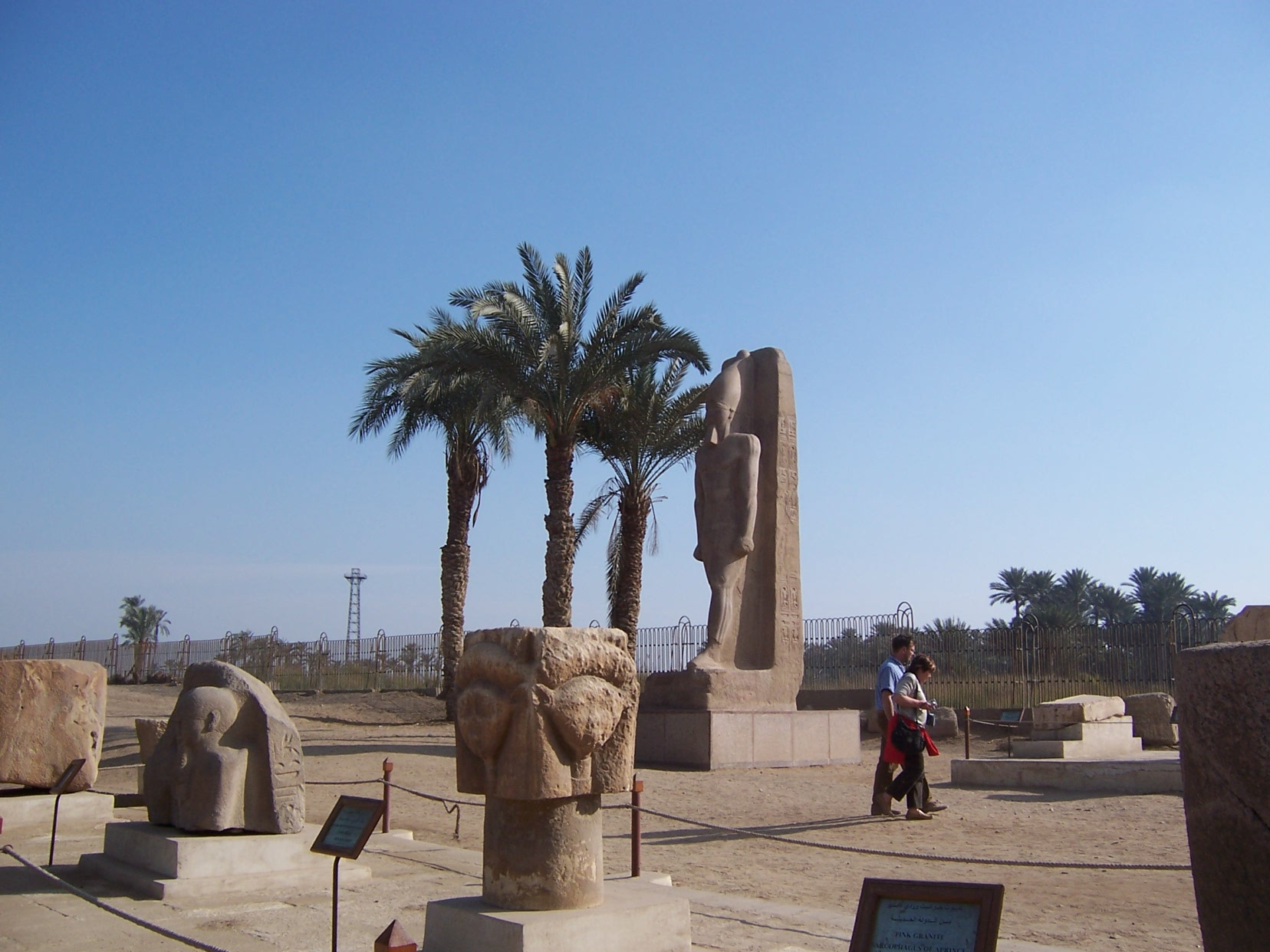